# 新宮城 (安芸国)
新宮城（しんぐうじょう）は、安芸国三入庄（広島県広島市安佐北区可部町下町屋）にあった日本の城。

## 概要
根ノ谷川と桐原川が合流する地点の丘に作られた山城。標高は低いが急峻で険しい地で、三入高松城の支城である。この場所は三入新庄への入口に当たり、その抑えとして重要視された。
現在残されている遺構は、最高所の曲輪とその南の三入八幡神社境内が建つ曲輪のみで、周辺は住宅地や農地として地形が改変されているため、城郭の全体構造を把握することは難しい。

## 歴史・沿革と三入八幡神社
現在、地域の信仰を集める三入八幡神社が新宮城跡に建っている。この八幡神社は熊谷氏が甲斐国から勧請、社領を寄進して保護に努めていた。この新宮城は熊谷氏の一族・末田氏が支配しており、『群中国郡誌』によれば、末田氏が元亀年間（1570年～1572年）から社職を務めていたとの記載がある。元亀3年（1572年）には熊谷高直が銅製梵鐘を寄進している。この梵鐘は現在、広島市指定の重要有形文化財（工芸品）に指定されている。
三入高松城が廃城となった天正19年（1591年）頃に廃城になったと推測される。城はなくなったが三入八幡神社は存続し、現在も社職は末田氏が務めている。
境内には早良親王（崇道天皇）のものとされる石積みが残っている。

## 丸子山墳墓群
三入八幡神社のある新宮城から南に伸びる尾根の最南端に丸子山（新宮城の支城跡）という低い山が存在していた。1976年（昭和51年）8月に発掘調査が行われ、この場所から約2000年前の女性と推定される全身の骨、そして左腕に嵌ったままの貝で作られた腕輪が発見された。調査の結果、この狭い領域に子供用の石棺を含め15基の石棺が発見された。当時は数十基の石棺が存在したが、新宮城の築城や神社の建立等で破壊されたと推定される。｢貝の腕輪｣に使用された貝は沖縄近辺の海にしかいない種類で、九州では数多く発見されているが、中国地方での発見は非常に珍しく、この丸子山墳墓群で出土したものが最大の大きさであった。現在の三入周辺を支配していた豪族が、極めて大きな勢力を誇っていたことが窺える。
後に丸子山は造成によって破壊されてしまったため、「貝の腕輪」は広島市文化財団が保管し、女性と子供の石棺は広島市立可部小学校で保存展示されている。